# Xã German, Quận Bartholomew, Indiana
Xã German (tiếng Anh: German Township) là một xã thuộc quận Bartholomew, tiểu bang Indiana, Hoa Kỳ. Năm 2010, dân số của xã này là 7.093 người.